# Der Lange Krieg
Der Lange Krieg (Originaltitel: The Long War) ist ein Science-Fiction-Roman der englischen Schriftsteller Terry Pratchett und Stephen Baxter. Die englischsprachige Erstausgabe erschien im Juni 2013 bei Harper in der HarperCollins-Verlagsgruppe. Die deutsche Übersetzung von Gerald Jung wurde im März 2015 im Manhattan Verlag veröffentlicht.
Die Menschheit hat begonnen, die zahllosen Parallelerden der Langen Erde zu besiedeln. Dies wurde durch die Erfindung eines leicht nachzubauenden Geräts, des „Wechslers“, möglich, der es den meisten Menschen erlaubt, schrittweise Welten weiter „westlich“ oder „östlich“ zu betreten. Auf vielen entfernten Welten sind neue Siedlungen entstanden, die mittels wechselfähiger Luftschiffe erreichbar sind. Da die Vereinigten Staaten von Amerika die Oberhoheit über die ihrem Staatsgebiet entsprechenden Teile aller Parallelamerikas ausüben wollen, kommt es zum Konflikt mit den freiheitsliebenden Siedlern. Ähnlich wie zur Gründungszeit der USA droht ein Unabhängigkeitskrieg mit den neuen Kolonien.

## Handlung
Die „Lange Erde“ wurde innerhalb einer Generation nach dem „Wechseltag“ im Jahr 2015 besonders nach „Westen“ weithin besiedelt, wobei manche Zonen von Welten besser geeignet sind als andere. Im Eisgürtel nahe der Erde 0 („Datumserde“) siedelt kaum jemand, während der entferntere rohstoffreiche Minengürtel und der produktive Getreidegürtel viele Siedler anzieht.  Besonders in den sogenannten „hohen Megas“ den westlichen Welten jenseits von 1 Million Schritte von der Datumserde hat sich ein neues Zentrum der Zivilisation gebildet, die über mehrere Welten ausgedehnte Stadt Walhalla. Diese befindet sich um Erde West 1 400 013 am Ufer eines nordamerikanischen Binnenmeeres. Vieles aus der ursprünglich nordamerikanischen Kultur wurde beibehalten, doch auch neue gesellschaftliche Entwicklungen zeigen sich und der Drang zur Unabhängigkeit vom ursprünglichen Amerika.
Joshua Valienté, einer der ersten Erforscher der Langen Erde, ist sesshaft geworden und  auf  Erde West 1 397 426 mit Helen aus der Pionierfamilie Green seine eigene Familie gegründet. Er ist Vater geworden und wurde zum Bürgermeister der beschaulichen Ansiedlung „Weiß-der-Kuckuck-wo“ gewählt. Als die einzelgängerische Sally Linsay unerwartet auftaucht, eine Bekanntschaft von Joshua aus seiner Jugend, wird er wegen des sich anbahnenden Kolonialkonflikts gezwungen, mit seiner Familie zur Datumserde zu reisen. Weitere Probleme tauchen auf, weil die intelligenten Riesenaffen ähnelnden Trolle, die als Arbeitskräfte gefragt sind, immer wieder von gedankenlosen und brutalen Menschen misshandelt werden. Zwar gibt es eine Bewegung, die sich für die Rechte von Trollen einsetzt, doch diese reagieren auf die schlechte Behandlung und verlassen zunehmend die von Menschen besiedelten Gebieten.
Auf der Datumserde kommt es außerdem zu einem Treffen von Joshua mit Lobsang, der künstlichen, bewussten Intelligenz, mit dessen Luftschiff die erste große Expedition in die westlichen Welten der Langen Erde durchgeführt wurde. Gemeinsam mit seinem Freund Bill, doch ohne seine Familie, macht sich Joshua auf, Sally und die verschwundenen Trolle zu finden. Zur selben Zeit startet von China aus eine wissenschaftliche Expedition mit den Luftschiffen Zheng He und Liu Yang zur Erforschung der Langen Erde in „östlicher“ Richtung. Mit an Bord ist die hochbegabte, superintelligente 16-jährige Roberta Golding, die allerdings nicht besonders mit der chinesischen Mentalität zurechtkommt. Ähnlich wie im „Westen“ zeigen sich unterschiedlichste Klimate, Evolutionsstufen und bizarre geologische Entwicklungen. Beuteltiere, die sich mit Farbmustern verständigen oder ein von Schildkröten dominierter Planet gehören zu den Entdeckungen, bis Erde Ost 20 Millionen als fernster Punkt erreicht wird.
In einer weiteren Parallelhandlung findet der Ex-Priester Nelson Aziwike nach längerer Suche das abgelegene transEarth-Institut in Wyoming, wo er auf Lobsang in einem synthetischen Körper trifft. Dieser lädt Nelson zu einer Luftschiffreise in ein Neuseeland etwa 700 000 Welten westlich ein. Dort treffen sie auf Zweite Person Singular, einen Multiorganismus ähnlich wie Erste Person Singular. Dieser erscheint als lebende Insel, die Pflanzen Tieren und Menschen ein Zuhause bietet und selbst von Welt zu Welt wechseln kann. Einige der Bewohner, die in eine sehr einfache Kultur angenommen haben, sind offenbar Nachkommen der Besatzung des Schiffes Mary Celeste. Nelson lässt sich auf eine kurze Liebesaffäre mit einer jungen Inselbewohnerin ein, diskutiert sonst aber mit Lobsang über den Sinn der Langen Erde, die wohl zumindest das langfristige Überleben, der Menschheit sicherstellt.
Sally und Monica gelangen zu einer westlichen Erde jenseits von 1,6 Millionen, auf der die intelligente Hunderasse der sogenannten Beagles lebt, die gehen und leidlich Englisch sprechen können. Ihre Jäger- und Krieger-Kultur mit matriarchalisch organisierten Clans neigt zu immer wiederkehrenden Kriegen, die eine gesellschaftliche Höherentwicklung verhindert. Die „Beagles“ nehmen Joshua gefangen und verhindern durch einen Apparat, dass er wechseln kann. Damit werden Sally und Monica erpresst, von der nahegelegenen „Rechteckwelt“ hochentwickelte Strahlenwaffen einer untergegangenen Zivilisation intelligenter Reptilien herbeizuschaffen. Dies gelingt auch mit Hilfe des Kobolds Finn McCool, der allerdings kein zuverlässiger Begleiter ist und hauptsächlich an seinen eigenen Gewinn denkt. Schließlich wird Joshua, die Ehre zuteil, von den „Beagles“ gejagt zu werden, was er nur schwer verletzt überlebt. Schließlich mehren sich auch die Anzeichen unruhiger Aktivität des unter dem Yellowstone-Nationalpark befindlichen Supervulkans auf der Datumserde.
Unter dem Kommando von Captain Maggie Kauffmann hat das Militärluftschiff Benjamin Franklin viele westliche Kolonien angeflogen und die politische Situation ausgekundschaftet. Kauffmanns Interesse liegt eher im Lösen von Konflikten, als in der Durchsetzung der Gesetze und Oberhoheit der Datums-USA, wie dies zum Beispiel Captain Ed Cutler von der USS Abraham Lincoln wünscht. Sie hat sogar eine Trollfamilie als Begleiter ausgewählt, um deren Kultur besser zu verstehen. Schließlich kommt es in Walhalla zum Höhepunkt des Langen Krieges. Die Bevölkerung stellt sich mit zivilem Ungehorsam gegen die Truppen der vereinten US-Luftschiffe. Cutler will mit brutaler Gewalt gegen die Aufrührer vorgehen, doch letztlich siegt die Vernunft auf beiden Seiten.

## Hauptfiguren
Joshua Valienté:
Joshua Valienté ist ein natürlicher Wechsler, der in einem Waisenhaus in Madison aufgewachsen war und seit seiner Jugendzeit die Parallelerden durchwanderte. Lobsang wählte ihn als einzigen Begleiter für die erste Erforschung der westlichen „Langen Erde“ mit dem Luftschiff „Mark Twain“.
Sally Linsay:
Sally ist die Tochter des verschollenen Willis Linsay, dem Erfinder des „Wechslers“. Sie kann ebenso wie Joshua Valienté ohne technische Hilfsmittel auf die Parallelerden wechseln. Nachdem Joshua sesshaft wurde, erforscht sie weitgehend alleine die Weiten der „Lange Erde“.
Lobsang:
Lobsang ist eine künstliche Intelligenz mit eigenem Bewusstsein, die angeblich in einem früheren Leben ein tibetischer Motorradmechaniker gewesen war. Zwar ist er über verschiedene mobile Einheiten und Computernetzwerke verteilt, doch gelang es ihm gerichtlich feststellen zu lassen, ein menschliches Wesen zu sein.
Monica Jansson:
Monica Jansson ist ehemalige Polizistin aus Madison, die schon früh mit der Bekämpfung neuartiger Verbrechen beschäftigt war, die durch das „Wechseln“ ermöglicht wurden. Den Atombombenanschlag auf Madison im Wisconsin der Datumserde konnte sie dennoch nicht verhindern. Sie ist an Leukämie erkrankt und wird zur Gefährtin von Sally Linsay.
Maggie Kauffman:
Kapitänin des US-Militärluftschiffes Benjamin Franklin, das zur Beruhigung der rebellierenden Kolonisten in die fernen Welten der Langen Erde entsandt wurde.
Nelson Azikiwe:
Schwarzer Südafrikaner, der erst als Paläontologe arbeitet, dann als Priester nach England geht. Sein Hang zu komplizierten Rätseln bringt ihn dazu, Lobsangs Existenz nachzuspüren.
Schwester Agnes:
Ehemalige Betreuerin des Waisenhauses von Madison (Wisconsin, Datumserde), die nach ihrem physischen Tod von Lobsang als künstliche Intelligenz als sein weiblichen Gegenstück geschaffen wird.
Petra, Li-Li und Schneeball:
Intelligente, aufrecht gehende „Beagles“, die auf  Erde West 1 617 524 leben.
Finn McCool:
Ein zwielichtiger Kobold, der Informationen gegen bestimmte Preise verkauft, wie etwa einen „antiken“ Walkman, auf dem er die Kinks hören kann.

## Stellung in der Serie
Der Lange Krieg ist der zweite Teil einer Serie, die mit Die Lange Erde (dt. 2013) begann und mit den ebenfalls schon auf Deutsch erschienen Büchern Der Lange Mars (dt. 2015) und Das Lange Utopia (dt. 2016) fortgesetzt wurde. Ein abschließendes fünftes Buch, The Long Cosmos (Der Lange Kosmos), erschien im Juni 2016 in englischer Sprache.  In einem Interview mit dem Radiosender BBC 2 erklärten die Autoren, einen Vertrag über „mindestens“ 5 Bücher unterzeichnet zu haben.